# ESRO-1B
ESRO-1B nebo Boreas je umělá družice organizace ESRO na výzkum ionosféry a polárních září.

## Další údaje
Startovala 1. října 1969 pomocí americké rakety Scout z amerického kosmodromu Western Test Range na dráhu s perigeem 219 km a apogeem 389 km se sklonem 86 °. Hmotnost byla 80 kg. V evidenci COSPAR je označena 1969-083A.
Shořela v atmosféře 23. listopadu 1969.